# Enrico Pratesi
Enrico Pratesi (Parigi, 28 maggio 1930 – Cesena, 9 giugno 2014) è stato un calciatore italiano, di ruolo centrocampista.

## Carriera
Centrocampista centrale, ha disputato quattro campionati di Serie A con le maglie di Torino, Pro Patria e SPAL, per complessive 69 presenze e 12 reti in massima serie, e  due campionati in Serie B con Pro Patria ed Alessandria (39 presenze e 11 reti in cadetteria), entrambi chiusi con la promozione in A.